# Tischtennisweltmeisterschaft 1973

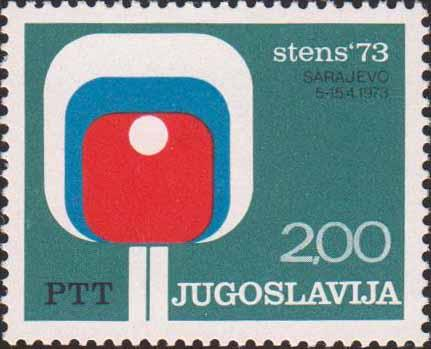
Jugoslawische Briefmarke zu den Tischtennis-Weltmeisterschaften 1973

Die 32. Tischtennisweltmeisterschaft fand vom 5. bis 15. April 1973 in Sarajevo im damaligen Jugoslawien statt. Spielort war das Skenderija Sportzentrum.

## Zusammenfassung
Diese Weltmeisterschaft hätte als die der schwedischen Herren in die Geschichte eingehen können. Nach dem überraschenden Sieg im Mannschaftswettbewerb – China und Japan wurden geschlagen – und dem Sieg von Stellan Bengtsson/Kjell Johansson im Herrendoppel stand Kjell Johansson auch im Herren-Einzel kurz vor dem WM-Titel. Letztlich setzte sich aber Xi Enting mit seinem sichereren Spiel gegen den ungestüm angreifenden Schweden durch.

## Durchführung der Mannschaftswettbewerbe
Die Mannschaften wurden gemäß ihrer Platzierung bei der letzten Weltmeisterschaft 1971 in Kategorien eingeteilt: Die Plätze 1 bis 14 wurden in Kategorie 1 eingeteilt, Plätze 15 bis 28 in Kategorie 2, Plätze 29 bis 40 in Kategorie 3 usw. Wenn eine Mannschaft bei der letzten WM nicht vertreten war, dann wurde sie standardmäßig in die unterste Kategorie eingeordnet, es sei denn, der Landesverband beantragte eine höhere Einstufung, was etwa bei der Herrenmannschaft der UdSSR der Fall war.
In jeder Kategorie wurden zwei Siebenergruppen gebildet, wo die Teams im Modus Jeder-gegen-Jeden kämpften. Die resultierenden Ersten und Zweiten spielten um die Plätze 1 bis 4 in der jeweiligen Kategorie, die Dritten und Vierten um die Plätze 5 bis 8 usw.

## Abschneiden der Deutschen

### Mannschaftswettbewerb Herren
Der sechste Platz der deutschen Herren bei der vorherigen WM 1971 berechtigte zum Start in Kategorie 1. Hier besiegten sie in Gruppe B Frankreich und England, verloren allerdings gegen Japan, Jugoslawien, CSSR und UdSSR. Dies langte für Platz fünf in dieser Gruppe. In den Spielen um die Plätze 9 bis 14 gewann die Mannschaft gegen Indonesien, Österreich, Indien, England und Frankreich und kam somit insgesamt auf Platz neun.

### Mannschaftswettbewerb Damen
Der siebente Platz der deutschen Damen bei der vorherigen WM 1971 berechtigte zum Start in Kategorie 1. Hier besiegten sie in Gruppe B Schweden und Jugoslawien und unterlagen den Teams von China, Südkorea, Rumänien und Frankreich. Dies langte für Platz vier in dieser Gruppe. In den Spielen um die Plätze 5 bis 8 gewann die Mannschaft gegen die CSSR und verlor gegen die UdSSR und CSSR. Dies reichte für Platz sieben in der Gesamtwertung.

## Wissenswertes
- Im Vorfeld hatte England die Durchführung der WM abgelehnt, da keine geeignete Halle zur Verfügung stand.[1]
- Der Schwede Stellan Bengtsson erhält vom SCI den Richard Bergmann Fair Play Preis.
- Der Schwede Kjell Johansson erhält vom SCI den Victor Barna Preis.

## Briefmarken
Jugoslawien gab am 5. April 1973 eine Sondermarke im Wert von 2 Dinar heraus (Michel-Katalog Nr. 1 505). 450.000 Blocks mit je 9 Marken wurden aufgelegt. Dazu gab es einen Ersttagsbrief mit  Sonderstempel von Belgrad, Zagreb und Sarajevo.
Südkorea feierte die Goldmedaille seiner Damenmannschaft mit einer Sondermarke mit aufgedrucktem Wert von 10 Won (Michel-Katalog Nr. 872). Die Ausgabe erfolgte am 23. Mai 1973. Bereits während der WM gab es in Südkorea einen Sonderstempel mit Tischtennismotiv.

## Ergebnisse
| Wettbewerb        | Rang | Sieger                                                                                          |
| ----------------- | ---- | ----------------------------------------------------------------------------------------------- |
| Mannschaft Herren | 1.   | Schweden (Bo Persson, Stellan Bengtsson 2, Anders Johansson, Kjell Johansson, Ingemar Wikström) |
| Mannschaft Herren | 2.   | China (Xi Enting, Xu Shaofa, Li Jingguang, Liang Geliang, Diao Wenyuan)                         |
| Mannschaft Herren | 3.   | Japan (Nobuhiko Hasegawa, Mitsuru Kōno, Norio Takashima, Yujiro Imano, Tokio Tasaka)            |
| Mannschaft Herren | 9.   | Deutschland (Manfred Baum, Jochen Leiß, Wilfried Lieck, Klaus Schmittinger, Eberhard Schöler)   |
| Mannschaft Herren | 13.  | Österreich (Josef Bauregger, Heinz Schlüter, Franz Thallinger, Rudolf Weinmann)                 |
| Mannschaft Herren | 33.  | Schweiz (Laszlo Földy, Marikus Frutschi, Marcel Grimm, Erwin Heri, Knut Schonenberg)            |
| Mannschaft Damen  | 1.   | Südkorea (Lee Ailesa, Chung Hyun-sook, Kim Soon-ok, Park Mi-ra)                                 |
| Mannschaft Damen  | 2.   | China (Zheng Huaiying, Hu Yulan, Zheng Minzhi, Zhang Li)                                        |
| Mannschaft Damen  | 3.   | Japan (Miho Hamada, Tomie Edano, Yukie Ōzeki, Sachiko Yokota)                                   |
| Mannschaft Damen  | 7.   | Deutschland (Wiebke Hendriksen, Monika Kneip, Kirsten Krüger, Diane Schöler)                    |
| Mannschaft Damen  | 14.  | Österreich (Eva Bogner, Margret Wagner)                                                         |
| Mannschaft Damen  | 27.  | Schweiz (Catherine Boppe, Theresia Földy, Vreni Lehmann, Beatrice Luterbacher)                  |
| Herren-Einzel     | 1.   | Xi Enting – CHN                                                                                 |
| Herren-Einzel     | 2.   | Kjell Johansson – SWE                                                                           |
| Herren-Einzel     | 3.   | Antun Stipančić – YUG                                                                           |
| Herren-Einzel     | 3.   | Dragutin Šurbek – YUG                                                                           |
| Damen-Einzel      | 1.   | Hu Yulan – CHN                                                                                  |
| Damen-Einzel      | 2.   | Alica Grofová – TCH                                                                             |
| Damen-Einzel      | 3.   | Zhang Li – CHN                                                                                  |
| Damen-Einzel      | 3.   | Park Mi-ra – KOR                                                                                |
| Herren-Doppel     | 1.   | Stellan Bengtsson 2/Kjell Johansson – SWE                                                       |
| Herren-Doppel     | 2.   | István Jónyer/Tibor Klampár – HUN                                                               |
| Herren-Doppel     | 3.   | Antun Stipančić/Dragutin Šurbek – YUG                                                           |
| Herren-Doppel     | 3.   | Jean-Denis Constant/Jacques Secretin – FRA                                                      |
| Damen-Doppel      | 1.   | Maria Alexandru – ROM / Miho Hamada – JPN                                                       |
| Damen-Doppel      | 2.   | Qiu Baoqin/Lin Meiqun – CHN                                                                     |
| Damen-Doppel      | 3.   | Tazuko Abe/Tomie Edano – JPN                                                                    |
| Damen-Doppel      | 3.   | Beatrix Kisházi – HUN / Jill Parker-Hammersley-Shirley – ENG                                    |
| Mixed             | 1.   | Liang Geliang/Li Li – CHN                                                                       |
| Mixed             | 2.   | Anatoli Strokatow/Asta Stankene-Gedraitite – URS                                                |
| Mixed             | 3.   | Yu Changchun/Zheng Huaiying – CHN                                                               |
| Mixed             | 3.   | Josef Dvořáček/Alica Grofová – TCH                                                              |

## Medaillenspiegel
| Rang  | Land                | Gold | Silber | Bronze | Gesamt |
| ----- | ------------------- | ---- | ------ | ------ | ------ |
| 1     | Volksrepublik China | 3    | 3      | 2      | 8      |
| 2     | Schweden            | 2    | 1      | 0      | 3      |
| 3     | Südkorea            | 1    | 0      | 1      | 2      |
| 4     | Japan               | 0,5  | 0      | 3      | 3,5    |
| 5     | Rumänien            | 0,5  | 0      | 0      | 0,5    |
| 6     | Tschechoslowakei    | 0    | 1      | 1      | 2      |
| 7     | Ungarn              | 0    | 1      | 0,5    | 1,5    |
| 8     | Sowjetunion         | 0    | 1      | 0      | 1      |
| 9     | Jugoslawien         | 0    | 0      | 3      | 3      |
| 10    | Frankreich          | 0    | 0      | 1      | 1      |
| 11    | England             | 0    | 0      | 0,5    | 0,5    |
| Total | Total               | 7    | 7      | 12     | 26     |